# كارمين خيمينيز
كارمين خيمينيز (بالإسبانية: Carmen Jiménez)‏ هي نحّاتة ورسامة إسبانية، ولدت في 21 سبتمبر 1920 في لا ثوبيا في إسبانيا، وتوفيت في 19 أكتوبر 2016 في إشبيلية في إسبانيا.